# Sick (magazine)
Sick fut un journal satirique créé par Joe Simon et qui fut publié à partir du 1er septembre 1960 jusqu'aux années 1980. Il connut 134 numéros. Sick fut édité par Crestwood Publications jusqu'au numéro 62 (1968) puis par Hewfred Publications. Charlton Comics repris le titre en 1976 avec le numéro #109.
La première mascotte de Sick était un petit physicien sans visage. Il fut remplacé ensuite par une imitation de Alfred E. Neuman, la mascotte de Mad, nommé Huckleberry Fink.
Parmi les artistes ayant participé à ce magazine se trouvent Angelo Torres, Jack Davis, Howard Cruse, Arnold Drake et Ernie Schroeder. Le directeur artistique de 1961 à 1967 fut Bob Powell.